# Ayla Ågren
Ayla Ågren (Bærum, Noruega; 23 de julio de 1993) es una piloto de automovilismo noruega-sueca. En 2022 compitió en la W Series con Puma W Series Team.

## Carrera

### Inicios
Después de una década en karting en Europa y Escandinavia, Ågren se mudó a los Estados Unidos para empezar una carrera profesional: primero probando con Skip Barber Racing School y luego compitiendo en su Serie de verano, logrando cuatro podios y terminando octavo en la general.
En 2013, pasó al Campeonato F1600, demostrando inmediatamente ser competitiva y ganando el campeonato en su segundo intento con un pase en la última vuelta para la victoria en la ronda final en Watkins Glen. El éxito la vio pasar al calendario Road to Indy, promovida dentro del Team Pelfrey.
Si bien inicialmente fue competitiva, su primera temporada en el Campeonato Nacional U.S. F2000. resultó ser su única campaña completa cuando su presupuesto comenzaron a agotarse. Logró un cuarto lugar en Road America en 2016 después de mudarse a John Cummiskey Racing, pero un regreso al Team Pelfrey en 2017 la llevó a una campaña de media temporada con su última aparición en Iowa que terminó en un octavo lugar.

### W Series
Después de pasar un año fuera de las carreras, Ågren solicitó unirse a la W Series en 2019. No logró clasificarse para la temporada inaugural y finalmente consiguió un trabajo como conductora del coche de seguridad de IndyCar. renunciado a encontrar un asiento de carrera. Volvería a intentar clasificarse para la W Series en 2020, y llegó con éxito a la parrilla de 20 autos en su segundo intento antes de que se cancelara la temporada en respuesta a la pandemia de COVID-19.

## Resumen de carrera
| Temporada | Categoría                       | Equipo                | Carreras | Victorias | Poles | VR | Podios | Puntos | Pos. |
| --------- | ------------------------------- | --------------------- | -------- | --------- | ----- | -- | ------ | ------ | ---- |
| 2012      | Skip Barber F2000 Summer Series | N/A                   | 21       | 0         | 0     | 1  | 4      | 453    | 8.ª  |
| 2013      | Campeonato F1600                | Bryan Herta Autosport | 12       | 0         | 1     | 3  | 2      | 322    | 4.ª  |
| 2014      | Campeonato F1600                | Team Pelfrey          | 14       | 3         | 1     | 4  | 8      | 492    | 1.ª  |
| 2015      | Campeonato Nacional U.S. F2000  | Team Pelfrey          | 16       | 0         | 0     | 0  | 0      | 186    | 10.ª |
| 2016      | Campeonato Nacional U.S. F2000  | John Cummiskey Racing | 12       | 0         | 0     | 0  | 0      | 137    | 11.ª |
| 2017      | Campeonato Nacional U.S. F2000  | Team Pelfrey          | 7        | 0         | 0     | 0  | 0      | 72     | 17.ª |
| 2021      | W Series                        | M. Forbes Motorsport  | 8        | 0         | 0     | 0  | 0      | 3      | 17.ª |
| 2021      | Michelin Le Mans Cup - LMP3     | Mühlner Motorsport    | 1        | 0         | 0     | 0  | 0      | 0.5    | 41.ª |
| 2021      | Ligier European Series - JS2 R  | Orhes Racing          | 2        | 0         | 0     | 0  | 0      | 16     | 14.ª |
| 2022      | W Series                        | Puma W Series Team    | 1        | 0         | 0     | 0  | 0      | 0      | 19.ª |
| Fuente:   |                                 |                       |          |           |       |    |        |        |      |

## Resultados

### W Series
(Clave) (negrita indica pole position) (cursiva indica vuelta rápida puntuable)

| Año  | Equipo               | 1      | 2      | 3      | 4      | 5       | 6      | 7      | 8     | Pos. | Puntos |
| ---- | -------------------- | ------ | ------ | ------ | ------ | ------- | ------ | ------ | ----- | ---- | ------ |
| 2021 | M. Forbes Motorsport | SPI 10 | SPI 14 | SIL 15 | BUD 11 | SPA DNS | ZAN 15 | AUS 16 | AUS 9 | 17.ª | 3      |
| 2022 | Puma W Series Team   | MIA    | BAR    | SIL    | LEC    | BUD     | SIN 16 |        |       | 19.ª | 0      |